# 石原宏高
石原 宏高（いしはら ひろたか、1964年〈昭和39年〉6月19日 - ）は、日本の政治家。自由民主党所属の衆議院議員（6期）。
内閣総理大臣補佐官（国家安全保障に関する重要政策及び核軍縮・不拡散問題担当）、環境副大臣兼内閣府副大臣（第4次安倍第2次改造内閣）、内閣府副大臣（第3次安倍第2次改造内閣）、外務大臣政務官（第2次安倍内閣）、衆議院環境委員長、自由民主党報道局長、同環境・温暖化対策調査会事務局長、同離島振興特別委員会事務局長、同国会対策委員会副委員長、同選挙対策委員会副委員長、同副幹事長、同政務調査会内閣第二部会長を歴任した。
父は作家で、衆議院議員、参議院議員、東京都知事を務めた石原慎太郎。叔父は俳優の石原裕次郎。長兄は衆議院議員を務めた石原伸晃。次兄はタレントの石原良純。弟は画家の石原延啓。義理の姉は女優、タレントの田中理佐。男4兄弟の三男。

## 来歴

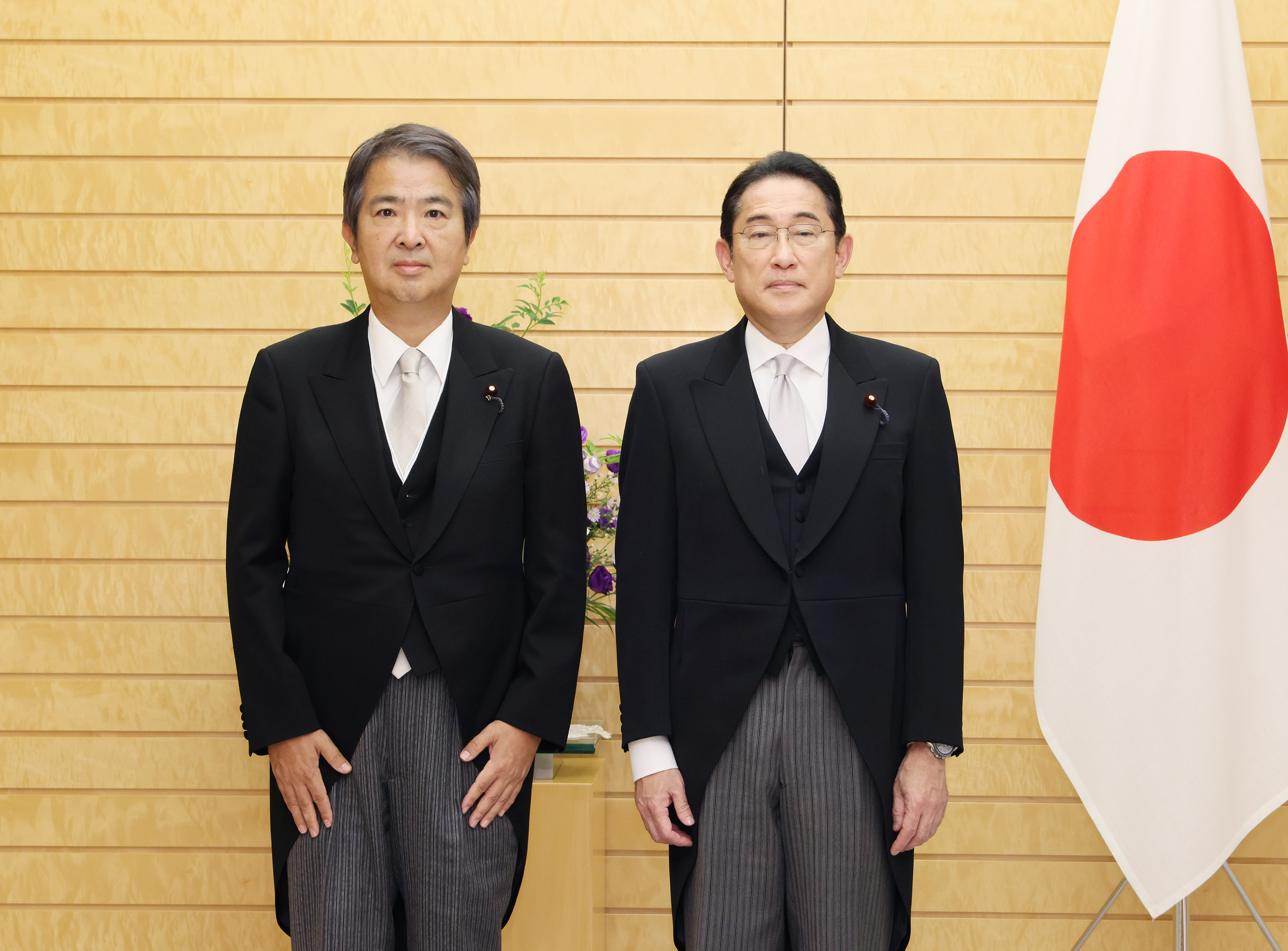
2023年、内閣総理大臣補佐官就任時に岸田文雄と

1964年、神奈川県逗子市生まれ。慶應義塾幼稚舎、慶應義塾普通部、慶應義塾高等学校、慶應義塾大学経済学部経済学科、それぞれを卒業した。大学では国際経済理論及び、経済発展理論を専攻して全ゼミナール委員長として企画・運営なども担った。
1988年、日本興業銀行に入行。
2003年、第43回衆議院議員総選挙に自由民主党公認で東京3区から出馬したが、民主党の松原仁に敗れ、比例復活もならず落選した。
2005年の第44回衆議院議員総選挙で、兄の伸晃から援を得た他小泉旋風の影響もあり東京3区で松原を破り初当選した。松原は比例復活した。選挙後、2005年に衆議院財務金融委員会委員、自由民主党青年局次長となる。
2006年、伝統と創造の会の発足に伴い、これに入会。同年8月15日、靖国神社に参拝した。
2009年の第45回衆議院議員総選挙は自由民主党への逆風もあって苦戦。東京3区で松原に敗れ、重複立候補していた比例東京ブロックでの復活もならず、落選した。
2012年の第46回衆議院議員総選挙で、再び東京3区から自民党公認・公明党推薦で出馬し、2,016票差で松原を破り国政に復帰した。松原は比例復活した。票数が僅差で石原が当選確実とされたのは、12月17日の午前1時過ぎであった。
2013年9月、第2次安倍内閣で外務大臣政務官に就任し、2014年9月に退任した。
2013年11月25日 石破茂幹事長と共に台風26号の被害にあった伊豆大島を訪問した。
2014年1月24日から2月10日まで、「マダガスカル国大統領就任式典に参列する特派大使」、および「ホンジュラス国大統領就任式典に参列する特派大使」を務めた。
3月3日、ジュネーヴでの国連人権理事会の定例会合で演説し、北朝鮮の人権侵害に関する国連調査委員会の報告書を受けた決議案を欧州連合 (EU) と共同で提出すると表明した。3月7日日本の無償資金協力で1979年に設立されたケニア中央医学研究所 (KEMRI) を訪問。3月11日の国連婦人の地位委員会で「女性が輝く社会」の実現に向けて取組みを進めていることを報告し、東日本大震災等の教訓をふまえ、減災、防災、災害復興の全ての局面における女性の意志決定部門への参画の重要性についてステートメントの中で言及した。4月23日、アメリカ大統領バラク・オバマの訪日を政府代表として羽田空港で駐日大使のキャロライン・ケネディらとともに出迎えた
。5月6日から5月9日まで、コスタリカ国大統領就任式典に参列する特派大使としてコスタリカを訪問した。
2014年12月の第47回衆議院議員総選挙では松原との5度目の対決を制し、4270票差で3選された。松原は比例復活した。
2016年8月5日、内閣府副大臣（沖縄・北方対策、科学技術政策、宇宙政策、知的財産戦略、IT政策 等の担当）に就任した。
2017年10月の第48回衆議院議員総選挙で、松原が希望の党公認となって迎えた6度目の対決を制して4選された。松原は比例復活した。
2018年8月22日、自民党内閣第二部会長（担当分野は、沖縄・北方対策、食品安全、消費者庁、海洋政策・領土問題、原子力防災、経済財政政策、経済再生、TPP、人づくり革命、金融、デフレ脱却、マイナンバー、女性活躍、規制改革、公文書管理、地方創生、国家戦略特区等）に就任した。
2019年、環境副大臣兼内閣府副大臣（第4次安倍第2次改造内閣）。
2020年10月、衆議院環境委員長に就任した。
2021年10月31日の第49回衆議院議員総選挙で、小選挙区では松原に8208票の差を付けられ落選するも、比例東京ブロックで復活して5選された。自民党は東京ブロックで6議席を獲得したが、重複立候補者の惜敗率で一番下の6番目順位で当選した。兄の伸晃は8番目の順位で落選した。選挙後、近未来政治研究会（石原派）を退会し、領袖の岸田文雄が外務大臣在任時に外務大臣政務官を務めていた縁で宏池会（岸田派）に入会した。
2023年9月13日、第2次岸田第2次改造内閣において内閣総理大臣補佐官（国家安全保障に関する重要政策及び核軍縮・不拡散問題担当）に就任。
2024年10月27日の第50回衆議院議員総選挙では小選挙区で当選し6選（小選挙区の区割り変更に伴い松原は東京26区へ移り、東京3区では立憲民主党の新人阿部祐美子が比例復活）。

## 人物
- 尊敬する政治家はベニグノ・アキノ[28]。
- 興銀入行同期の三木谷浩史と親しい[29]。
- 2016年2月29日の衆議院予算委員会で、民主党の山尾志桜里の質疑に対して、ヤジを飛ばしたと指摘された[30]。
- 幸福の科学信者であると週刊文春に報じられたが本人は否定している[31]。週刊文春の報道では、2006年11月12日に幸福の科学の東京南部支部にて三帰誓願式をして信者となったと複数の教団関係者が入信を証言しているが、本人は「幸福の科学のイベントなどに顔を出しているが入信していない」「選挙応援してくれているから南部支部に行ったことはあるが、うちは宗教的には霊友会だ」と否定した[31]。
- 父親と同様に、カジノ特区に積極的[32]。

## 政策

### 外交防衛
- 憲法改正に「賛成」[33]
- 日本の防衛力は強化するべきには「賛成」[33]
- 憲法を改正するか解釈変更して、集団的自衛権を行使できるようにすべきだには「賛成」[33]

### 経済
- 社会福祉など政府のサービスが悪くなっても、お金のかからない小さな政府の方が良いかどうかには、「どちらかといえば反対」[33]。
- 公共事業による雇用確保は必要かについては「どちらかといえば賛成」[33]
- 2012年、5年以内の消費税率引き上げはやむをえないには「賛成」[33]
- 長期的には消費税率が10％よりも高くなるのはやむをえないには「どちらかといえば賛成」[33]

### 保護主義
- 永住外国人への地方選挙権付与に反対[34]。
- 外国人労働者の受け入れを進めるべきかについて「どちらかといえば反対」[33]
- 国内産業を保護すべきか、貿易や投資の自由化を進めるべきかについては、国内産業の保護を優先するべきとしている[33]。
- 治安を守るためにプライバシーや個人の権利が制約されるのは当然かについて、「どちらかといえば賛成」[33]

### 原子力
- 定期検査で停止中の原子力発電所の運転再開はやむをえないには「どちらかと言えば賛成」[33]
- IAEAの年次総会では、MOX燃料を使用するプルサーマル発電を推進し「プルトニウムを着実に利用する」ことを強調する演説を行った[35]。

### 家族観
- 女性宮家の創設に反対[36]。

## 不祥事
遊技機メーカーへの選挙支援要請・公職選挙法違反疑惑
2012年12月の第46回衆議院議員総選挙で、遊技機（＝パチンコ台）メーカー「ユニバーサルエンターテインメント（UE社）」に選挙支援を要請し、同社社員を選挙運動に従事させていた。UE社は社員3人を派遣して給与を支払っており、法的な問題を弁護士から2013年2月に指摘されていた。同社は選挙運動で遅くなった際の社員3人の宿泊費や交通費、食事代も負担していた。選挙運動の有給スタッフ12人中8人が、東京スカイツリーなど人が住めない場所や「大槻市春日町」といった実在しない地名を住所とするなど、実在しない人物の雇用や虚偽住所を法定文書に記入した疑いが持たれている。
事務所は当初、事務員やウグイス嬢計9人に人件費として85万5000円を支払ったと報告書に記載して領収書も提出、うち7人は公職選挙法で報酬の支払いが認められない運動員として活動していたが、「事務的なミスだった」として2013年4月24日に報告書を訂正し「ボランティアで選挙を手伝ってもらった。報酬は支払っていない」とコメント、法定書類の不自然な記載についての質問には回答しなかった。神戸学院大学法科大学院教授の上脇博之は「最初からうその報告を書く前提で領収書を添付しているとみられ、悪質だ。報告書の虚偽記載に当たり、訂正しても責任を免れない」と述べている。
石原の妻が役員を務める有名無実のコンサルティング会社が、UE社からコンサルティング料として落選中の2011年6月から2012年末まで毎月100万円、計1800万円を受け取っており、朝日新聞の取材に対し石原は「お答えできない」として説明を拒んだ。

## 家族
- 父・石原慎太郎
- 母・石原典子
- 兄・石原伸晃、石原良純
- 弟・石原延啓

系図
|            |            |            |            |            |            |  |  |          |          |          |          |          |          |  |  |            |      |      |      |      |      |  |  | 里紗     |  |  |  |  |  |
|            |            |            |            |            |            |  |  | 石田光治 | 石田光治 | 石田光治 | 石田光治 | 石田光治 | 石田光治 |  |  | 典子       | 典子 | 典子 | 典子 | 典子 | 典子 |  |  |          |  |  |  |  |  |
|            |            |            |            |            |            |  |  | 石田光治 | 石田光治 | 石田光治 | 石田光治 | 石田光治 | 石田光治 |  |  | 典子       | 典子 | 典子 | 典子 | 典子 | 典子 |  |  |          |  |  |  |  |  |
|            |            |            |            |            |            |  |  |          |          |          |          |          |          |  |  |            |      |      |      |      |      |  |  | 石原伸晃 |  |  |  |  |  |
|            |            |            |            |            |            |  |  |          |          |          |          |          |          |  |  |            |      |      |      |      |      |  |  |          |  |  |  |  |  |
|            |            |            |            |            |            |  |  |          |          |          |          |          |          |  |  |            |      |      |      |      |      |  |  | 石原良純 |  |  |  |  |  |
|            |            |            |            |            |            |  |  |          |          |          |          |          |          |  |  |            |      |      |      |      |      |  |  |          |  |  |  |  |  |
|            |            |            |            |            |            |  |  |          |          |          |          |          |          |  |  |            |      |      |      |      |      |  |  | 石原宏高 |  |  |  |  |  |
|            |            |            |            |            |            |  |  |          |          |          |          |          |          |  |  |            |      |      |      |      |      |  |  |          |  |  |  |  |  |
|            |            |            |            |            |            |  |  |          |          |          |          |          |          |  |  |            |      |      |      |      |      |  |  | 石原延啓 |  |  |  |  |  |
|            |            |            |            |            |            |  |  |          |          |          |          |          |          |  |  |            |      |      |      |      |      |  |  |          |  |  |  |  |  |
|            |            |            |            |            |            |  |  |          |          |          |          |          |          |  |  | 石原慎太郎 |      |      |      |      |      |  |  |          |  |  |  |  |  |
|            |            |            |            |            |            |  |  |          |          |          |          |          |          |  |  |            |      |      |      |      |      |  |  |          |  |  |  |  |  |
| 石原信直   | 石原信直   | 石原信直   | 石原信直   | 石原信直   | 石原信直   |  |  | 石原潔   | 石原潔   | 石原潔   | 石原潔   | 石原潔   | 石原潔   |  |  |            |      |      |      |      |      |  |  |          |  |  |  |  |  |
| 石原信直   | 石原信直   | 石原信直   | 石原信直   | 石原信直   | 石原信直   |  |  | 石原潔   | 石原潔   | 石原潔   | 石原潔   | 石原潔   | 石原潔   |  |  |            |      |      |      |      |      |  |  |          |  |  |  |  |  |
|            |            |            |            |            |            |  |  |          |          |          |          |          |          |  |  |            |      |      |      |      |      |  |  |          |  |  |  |  |  |
|            |            |            |            |            |            |  |  |          |          |          |          |          |          |  |  |            |      |      |      |      |      |  |  |          |  |  |  |  |  |
| 加藤三之助 | 加藤三之助 | 加藤三之助 | 加藤三之助 | 加藤三之助 | 加藤三之助 |  |  | 光子     | 光子     | 光子     | 光子     | 光子     | 光子     |  |  |            |      |      |      |      |      |  |  |          |  |  |  |  |  |
| 加藤三之助 | 加藤三之助 | 加藤三之助 | 加藤三之助 | 加藤三之助 | 加藤三之助 |  |  | 光子     | 光子     | 光子     | 光子     | 光子     | 光子     |  |  |            |      |      |      |      |      |  |  |          |  |  |  |  |  |
|            |            |            |            |            |            |  |  |          |          |          |          |          |          |  |  | 石原裕次郎 |      |      |      |      |      |  |  |          |  |  |  |  |  |
|            |            |            |            |            |            |  |  |          |          |          |          |          |          |  |  |            |      |      |      |      |      |  |  |          |  |  |  |  |  |
|            |            |            |            |            |            |  |  |          |          |          |          |          |          |  |  |            |      |      |      |      |      |  |  |          |  |  |  |  |  |
|            |            |            |            |            |            |  |  |          |          |          |          |          |          |  |  | まき子     |      |      |      |      |      |  |  |          |  |  |  |  |  |

## 選挙歴
| 当落 | 選挙                   | 執行日         | 年齢 | 選挙区              | 政党       | 得票数     | 得票率 | 定数 | 得票順位 /候補者数 | 政党内比例順位 /政党当選者数 |
| ---- | ---------------------- | -------------- | ---- | ------------------- | ---------- | ---------- | ------ | ---- | ------------------ | ---------------------------- |
| 落   | 第43回衆議院議員総選挙 | 2003年11月09日 | 39   | 東京3区             | 自由民主党 | 11万3494票 | 43.94% | 1    | 2/3                | /                            |
| 当   | 第44回衆議院議員総選挙 | 2005年09月11日 | 41   | 東京3区             | 自由民主党 | 15万1989票 | 50.73% | 1    | 1/3                | /                            |
| 落   | 第45回衆議院議員総選挙 | 2009年08月30日 | 45   | 東京3区             | 自由民主党 | 12万1699票 | 38.79% | 1    | 2/3                | /                            |
| 当   | 第46回衆議院議員総選挙 | 2012年12月16日 | 48   | 東京3区             | 自由民主党 | 12万2314票 | 41.95% | 1    | 1/4                | /                            |
| 当   | 第47回衆議院議員総選挙 | 2014年12月14日 | 50   | 東京3区             | 自由民主党 | 11万5623票 | 44.25% | 1    | 1/3                | /                            |
| 当   | 第48回衆議院議員総選挙 | 2017年10月22日 | 53   | 東京3区             | 自由民主党 | 10万7708票 | 43.58% | 1    | 1/3                | /                            |
| 比当 | 第49回衆議院議員総選挙 | 2021年10月31日 | 57   | 比例東京（東京3区） | 自由民主党 | 11万6753票 | 42.87% | 1    | 2/3                | 6/6                          |
| 当   | 第50回衆議院議員総選挙 | 2024年10月27日 | 60   | 東京3区             | 自由民主党 | 6万1660票  | 30.59% | 1    | 1/7                | /                            |

## 所属団体・議員連盟
- 自民党たばこ議員連盟[43]
- 日本会議国会議員懇談会[44]
- 神道政治連盟国会議員懇談会[44]
- みんなで靖国神社に参拝する国会議員の会[44]
- 再チャレンジ支援議員連盟
- 朝鮮通信使交流議員の会（幹事）
- 83会
- 伝統と創造の会
- 北朝鮮に拉致された日本人を早期に救出するために行動する議員連盟
- 国際観光産業振興議員連盟
- 人権外交を超党派で考える議員連盟 [45]